# U-Bahn-Station Niederhofstraße

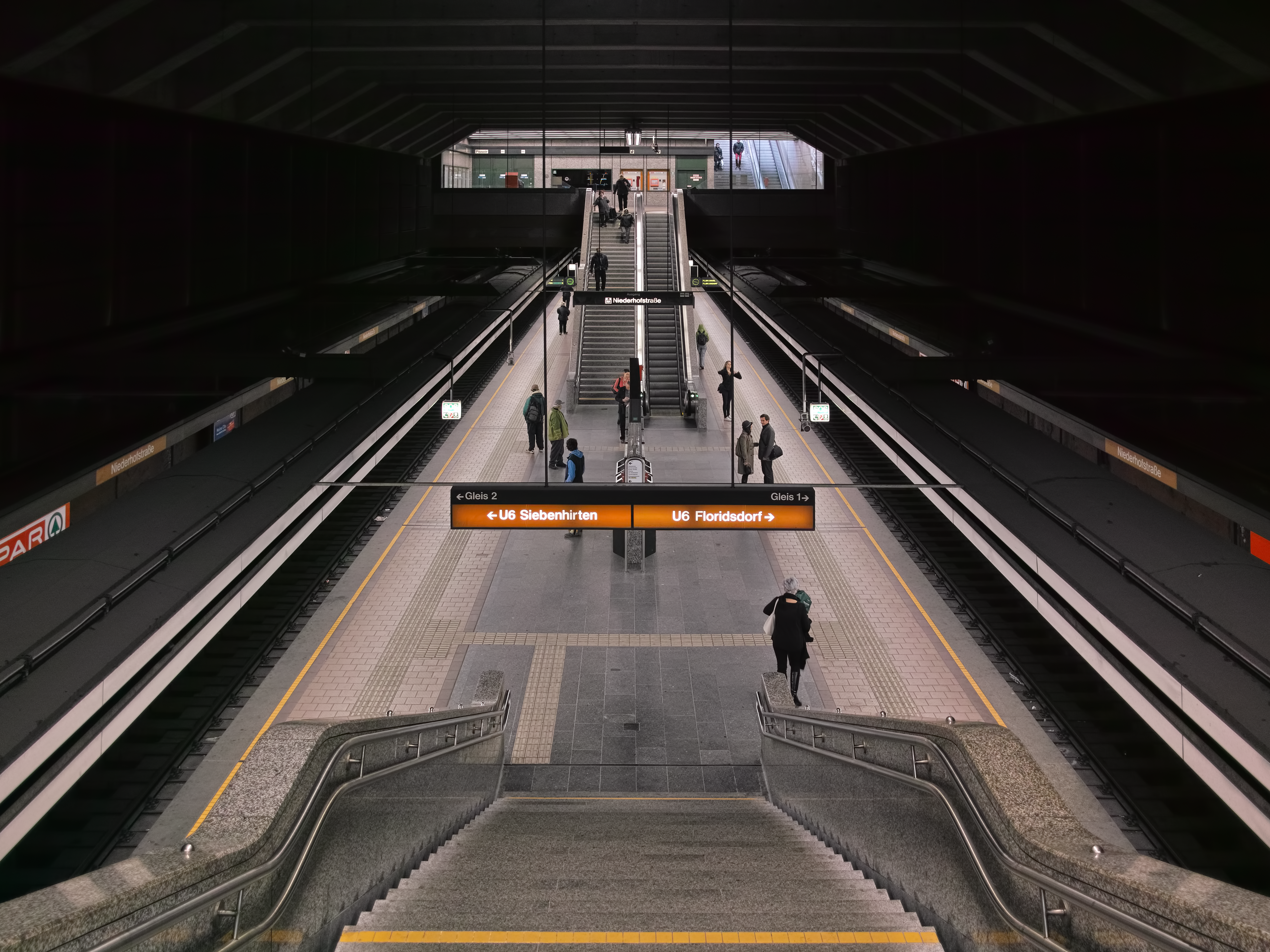
Bahnsteige Niederhofstraße

Die unterirdische Station Niederhofstraße der U-Bahn-Linie U6 der Wiener U-Bahn ist im 12. Wiener Gemeindebezirk Meidling. Namensgeber ist die 1894 benannte Niederhofstraße, die bis dahin Matzleinsdorfer Straße hieß. Die am 7. Oktober 1989 in Betrieb genommene Station befindet sich längs unter der Vivenotgasse zwischen der Niederhofstraße und der Reschgasse. Ausgänge führen einerseits in die Reschgasse (wo sich ein barrierefreier Zugang befindet) und andererseits in die Niederhofstraße. Die Station ist in der ockerbraunen Leitfarbe der U6 gehalten und wurde von Kurt Schlauß gestaltet. 
Der Mittelbahnsteig befindet sich in zweifacher Tieflage. Die Aufzugs- und Stiegenanlagen führen auf eine weitere Ebene, von der aus die Bahnsteige durch eine Galerie einsichtig sind. Um tragende Säulen herum wurden runde Sitzbänke eingebaut, ein Unikum in Wiener U-Bahn-Stationen. Die Bodenfliesen sind eine Anspielung auf das „Otto-Wagner-Design“ der Kernstrecke der meisten Stationen der U6 zwischen Nußdorfer Straße und Längenfeldgasse.
In der Nähe befindet sich die Fußgängerzone Meidlinger Hauptstraße. Es besteht die Möglichkeit, zu den Autobuslinien 10A nach Heiligenstadt und 63A in Richtung Am Rosenhügel bzw. Gesundheitszentrum Süd umzusteigen.